# Massimo Carrera
Pour les articles homonymes, voir Carrera.
Massimo Carrera, né le 22 avril 1964 à Sesto San Giovanni (province de Milan), est un footballeur international italien au poste de défenseur entre 1982 et 2008, avant de se reconvertir comme entraîneur. Il est par la suite l'entraîneur du Spartak Moscou, avec qui il remporte le championnat de Russie en 2017.

## Biographie

### Carrière en club
Massimo Carrera commence sa carrière à l'AC Pro Sesto, mais retient surtout l'attention durant les cinq grandes saisons qu'il passe à l'AS Bari, avant de rejoindre la Juventus en 1991. Son entraîneur de l'époque à Turin, Giovanni Trapattoni, le fait évoluer dans son effectif en tant qu'arrière droit, rôle qu'il tenait déjà à Bari. Il dispute une excellente première saison chez les Bianconeri, ce qui lui vaut d'être appelé en sélection par le sélectionneur italien Arrigo Sacchi.
En 1994, avec l'arrivée de Marcello Lippi au club, Carrera prend de l'importance au sein de l'effectif et remplace progressivement Luca Fusi, devenant un acteur des nombreux titres que le club remporte à l'époque.
Il perd ensuite progressivement de l'importance avec l'arrivée de joueurs de calibre comme Pietro Vierchowod puis Paolo Montero, puis devient définitivement remplaçant.
Après 166 matchs joués avec le maillot blanc et noir, un Scudetto, une Coppa Italia, une Champions League, une Coupe UEFA, et une Supercoupe d'Europe à l'été 1996, il se décide donc de quitter le club.
Il devient rapidement le nouveau capitaine de sa nouvelle équipe, l'Atalanta Bergame, avec qui il passera 7 saisons, avec un total de 3 buts marqués en 207 matchs.
Il quitte le club en 2003 pour rejoindre le SSC Napoli puis la saison suivante, Trévise.
Le 28 octobre 2005, il rejoint l'US Pro Verceil. 
À la fin de la saison 2007-2008, à l'âge de 44 ans, il décide de prendre sa retraite de joueur pour entamer une carrière d'entraîneur.

### Carrière internationale
Ses excellentes performances lors de sa première saison à la Juventus, attire l'œil du sélectionneur de la Squadra Azzurra qui l'appelle pour jouer un match amical à Cesena contre Saint-Marin le 18 février 1992, ce qui reste sa seule sélection internationale.

### Entraîneur
Il devient ensuite l'assistant d'Antonio Conte à la Juventus, à partir de 2011. Il devient l’entraîneur principal en début de saison 2016-2017 du Spartak Moscou. Il est cependant démis de ses fonctions le 22 octobre 2018.

### Palmarès d'entraineur
Avec le Spartak Moscou :
- Championnat de Russie : 2017
- Supercoupe de Russie : 2017

### Vie privée
En mai 2013, il est condamné à deux ans et demi de prison pour homicide involontaire (lors d'un accident de voiture ayant entraîné la mort de deux personnes en 2011).